# Chondrohierax
Chondrohierax is een geslacht van vogels uit de familie van de havikachtigen (Accipitridae). De wetenschappelijke naam van het geslacht is voor het eerst geldig gepubliceerd in 1843 door René-Primevère Lesson. De volgende soorten zijn bij het geslacht ingedeeld:
- Chondrohierax uncinatus – Langsnavelwouw
- Chondrohierax wilsonii – Cubaanse langsnavelwouw